# Lucas Achtschellinck

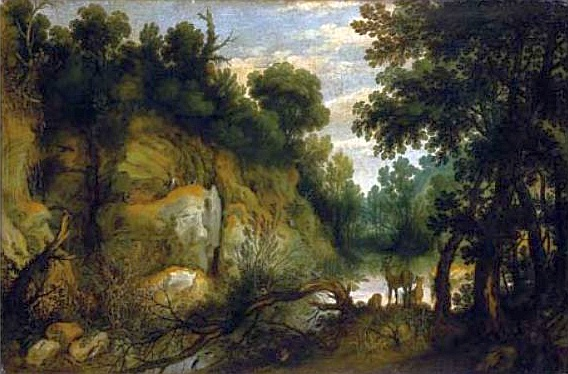
Pejzaż ze zwierzętami nad rzeką

Lucas Achtschellinck (ochrz. 16 stycznia 1626 w Brukseli, poch. 12 maja 1699 tamże) – flamandzki malarz barokowy, pejzażysta.

## Życiorys
Artysta związany z Brukselą. Był uczniem Pietera van der Brochta (młodszego) i Lodewijka de Vaderra. W 1657 został mistrzem w gildii św. Łukasza, a w 1687 był jej dziekanem.
Malował duże, dramatyczne pejzaże, były to zazwyczaj przesycone światłem polany i gęstwiny leśne wzbogacone niewielkimi scenkami z Biblii. Tworzył pod wpływem Jacques'a d’Arthois, inspirował się też twórczością Rubensa. Współpracował z Casparem de Crayer`em malując partie pejzażu na jego obrazach. Jego uczniem był Théobald Michau.
Lucas Achtschellinck już za życia zyskał uznanie i rozgłos, jego płótna zdobiły kościoły i były wykorzystywane do produkcji tapiserii. W 1689, ze względu na zasługi został zwolniony z płacenia podatków.